# Art et culture à Rotterdam
La ville de Rotterdam possède un grand nombre d'espaces consacrés à l'art et à la culture. Plusieurs de ses musées ont une renommée nationale ou internationale, notamment le musée de beaux-arts et peinture musée Boijmans Van Beuningen, réputé pour sa collection exceptionnelle de tableaux flamands et italiens des XVe et XVIe siècles, de maîtres néerlandais des XVIe et XVIIe siècles et de peintres contemporains, notamment Van Gogh, Mondrian et Van Dongen.
Un nombre important de statues commémorent des éléments de l'histoire nationale ou égayent les rues et les places. Une importance particulière est apportée à l'art contemporain, sans doute accentuée par l'histoire singulière de cette métropole dont le centre historique a été en partie détruit en mai 1940.
La ville compte également un certain nombre de théâtres, de salles de concert et organise des manifestations culturelles régulières.

## Les musées
Rotterdam accueille un grand nombre de musées nationaux, municipaux ou privés.

### Le parc des musées

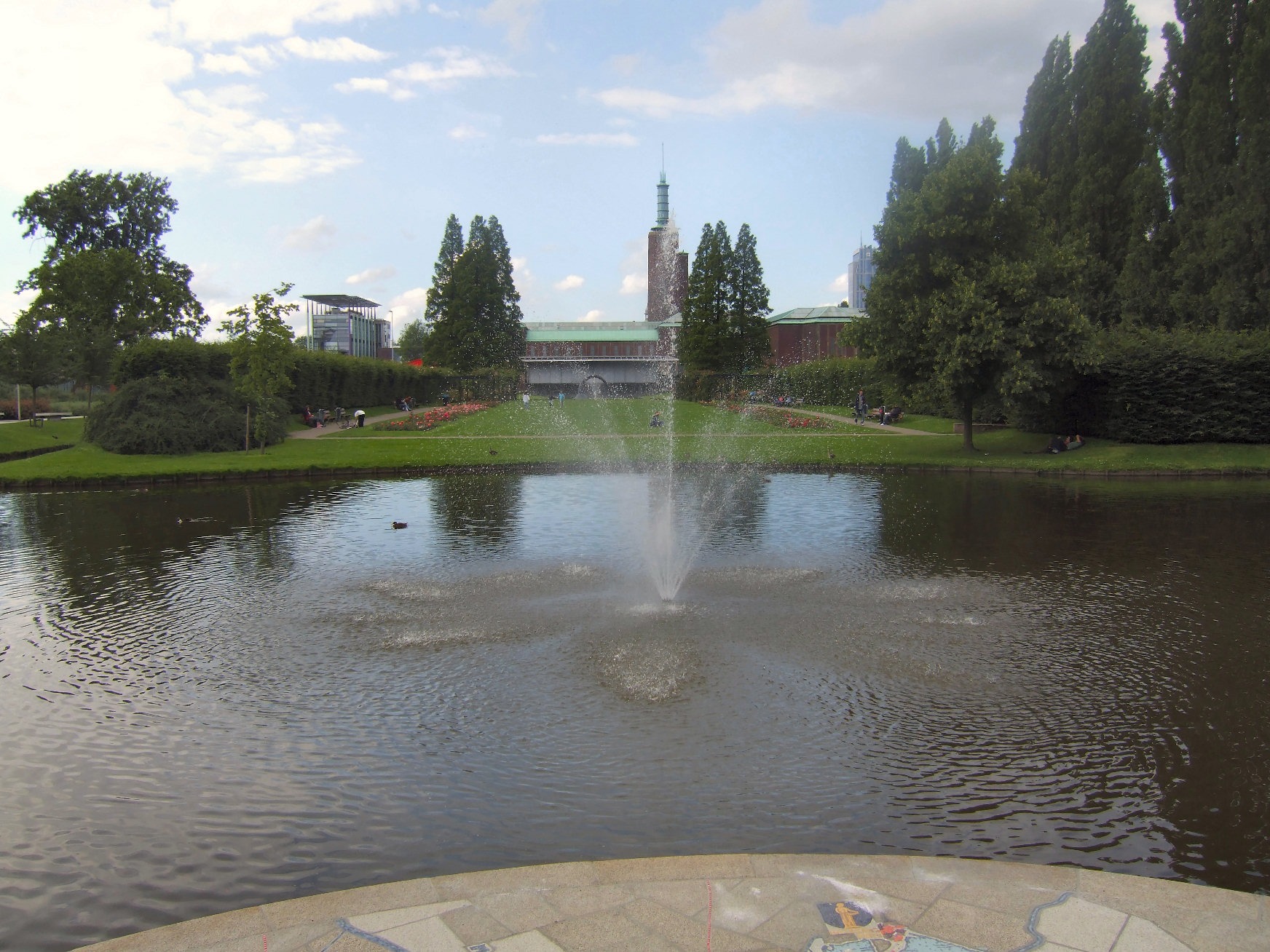
Le Museumpark.

Six importants musées rotterdamois sont regroupés dans le quartier de Museumpark (« parc des Musées »). Le concepteur de cet espace est l'urbaniste néerlandais, Willem Gerrit Witteveen, très actif dans les projets de reconstruction de Rotterdam après la guerre.
Le plus prestigieux est le musée de peinture et beaux-arts Boijmans Van Beuningen.

### Le musée Boijmans Van Beuningen
Consacré aux beaux-arts et à la peinture, le musée Boijmans Van Beuningen est créé en 1849 pour accueillir la collection de Boijmans, dans la Schielandshuis, à laquelle s'ajoute la collection Van Beuningen en 1958. Il s'installe ensuite dans son bâtiment actuel, construit entre 1931 et 1935, auquel se sont ajoutées plusieurs extensions. La dernière extension, en 2003, est l’œuvre des architectes Paul Robbrecht et Hilde Daem. Le musée possède une importante collection de peinture hollandaise, de primitifs italiens et flamands, notamment de Rubens, des tableaux de Frans Hals et de Rembrandt, des toiles d'impressionnistes français, dont plusieurs tableaux de Rotterdam d'Eugène Boudin, de peintres surréalistes, et des tableaux de Kandinsky, Van Gogh Mondrian et de Van Dongen. Une collection d'estampes et d'objets d'art complète le fonds du musée.

### Le Kunsthal
Construit en 1988-1992 par l'architecte Rem Koolhaas près de la Westzeedijk, le Kunsthal présente des expositions d'art contemporain.

### Le Nouvel Institut
Het Nieuwe Instituut (nl) (Le Nouvel Institut), ouvert en 2013, est installé dans un bâtiment conçu par l'architecte néerlandais Jo Coenen. Il est né du rapprochement de l'Institut d'architecture des Pays-Bas, de l'institut du design et d'un musée virtuel, la « Virtueel Platform ». L'espace intérieur, et notamment la rampe d'accès aux étages d'exposition, est l’œuvre du designer tchèque, Borek Sipek.

### La Maison Sonneveld
La Maison Sonneveld (nl), face au Nieuwe Institut et accessible avec un billet commun, est construite en 1933 par le cabinet d'architectes Brinkman & Van der Vlugt, déjà auteur de l'usine Van Nelle, dans le style fonctionnaliste « Nieuwe Bouwen ».

### Le musée d'histoire naturelle
Le musée d'histoire naturelle de Rotterdam (Natuurhistorisch Museum) est installé depuis 1987 dans un villa de style néoclassique, construite entre 1849 et 1852, la villa Dijkzigt (nl). Il présente notamment le squelette d'un cachalot long de 15 m.

### Le musée Chabot
Le musée Chabot est installé dans une villa construite en 1938, dans un style fonctionnaliste, par l'architecte Gerrit Willem Baas et Leonard Stokla. Elle est un monument national et présente les œuvres du peintre expressionniste rotterdamois Hendrik Chabot et d'artistes qui partage cette même inspiration.

Museum Park
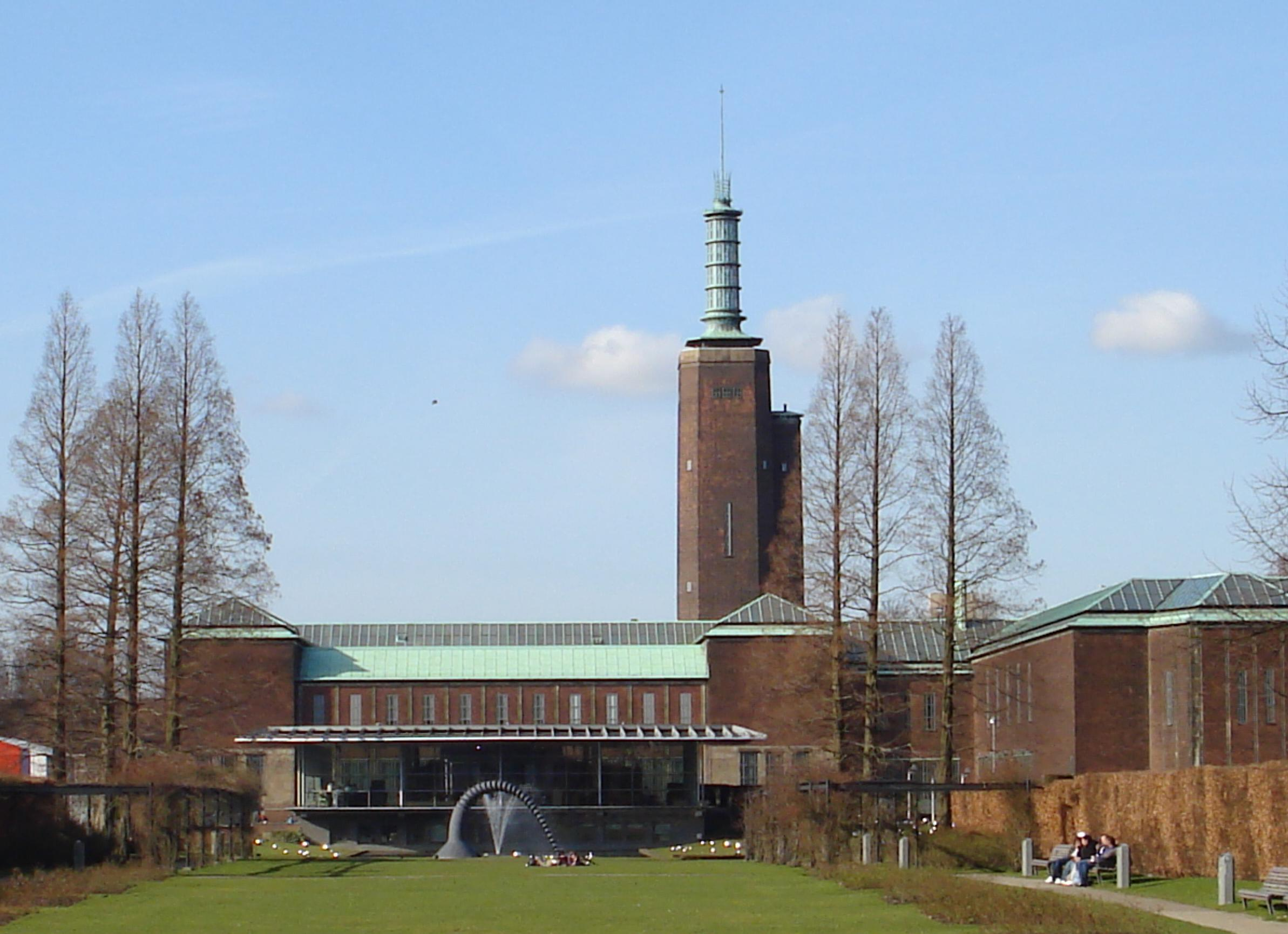
Musée Boijmans
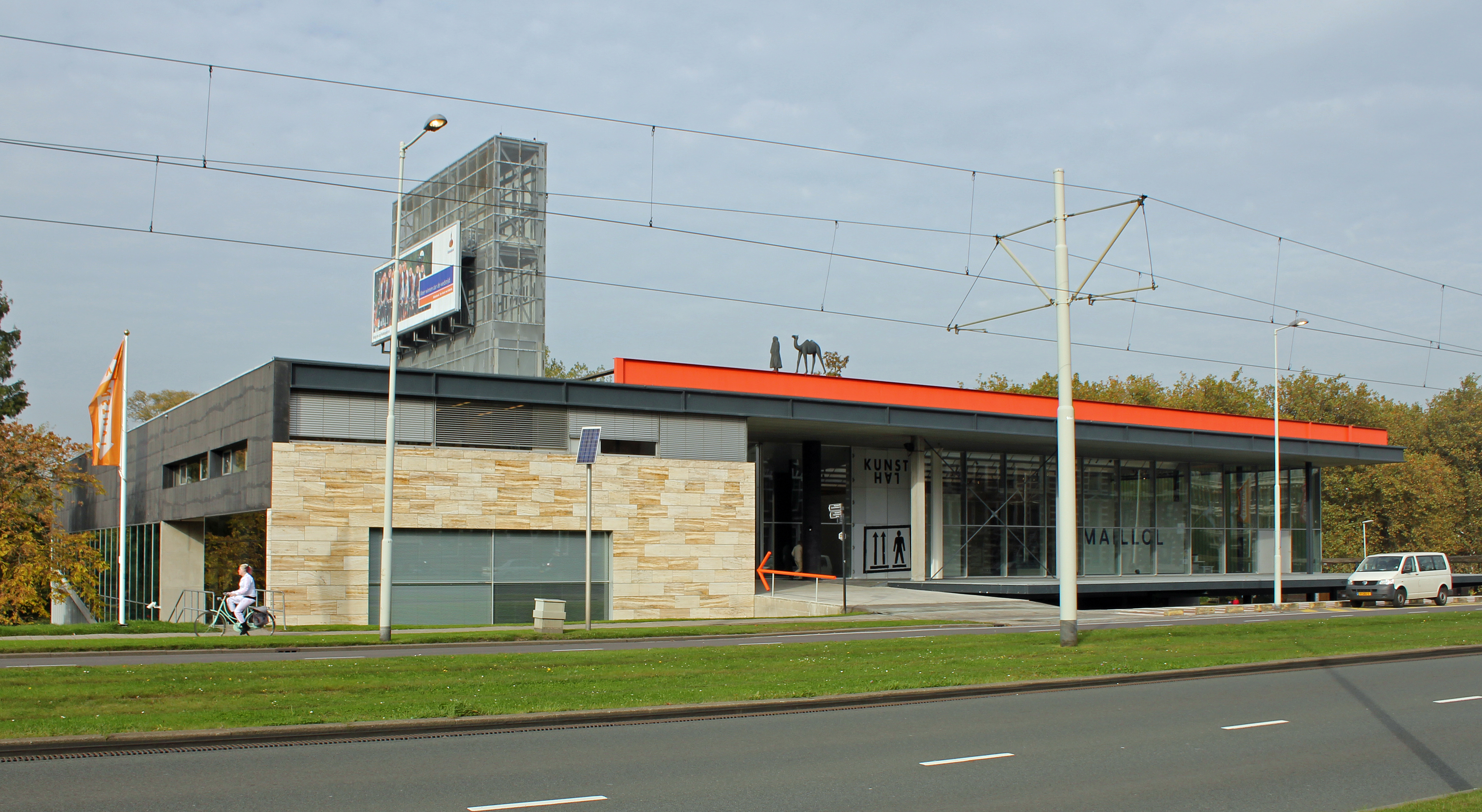
Kunsthal
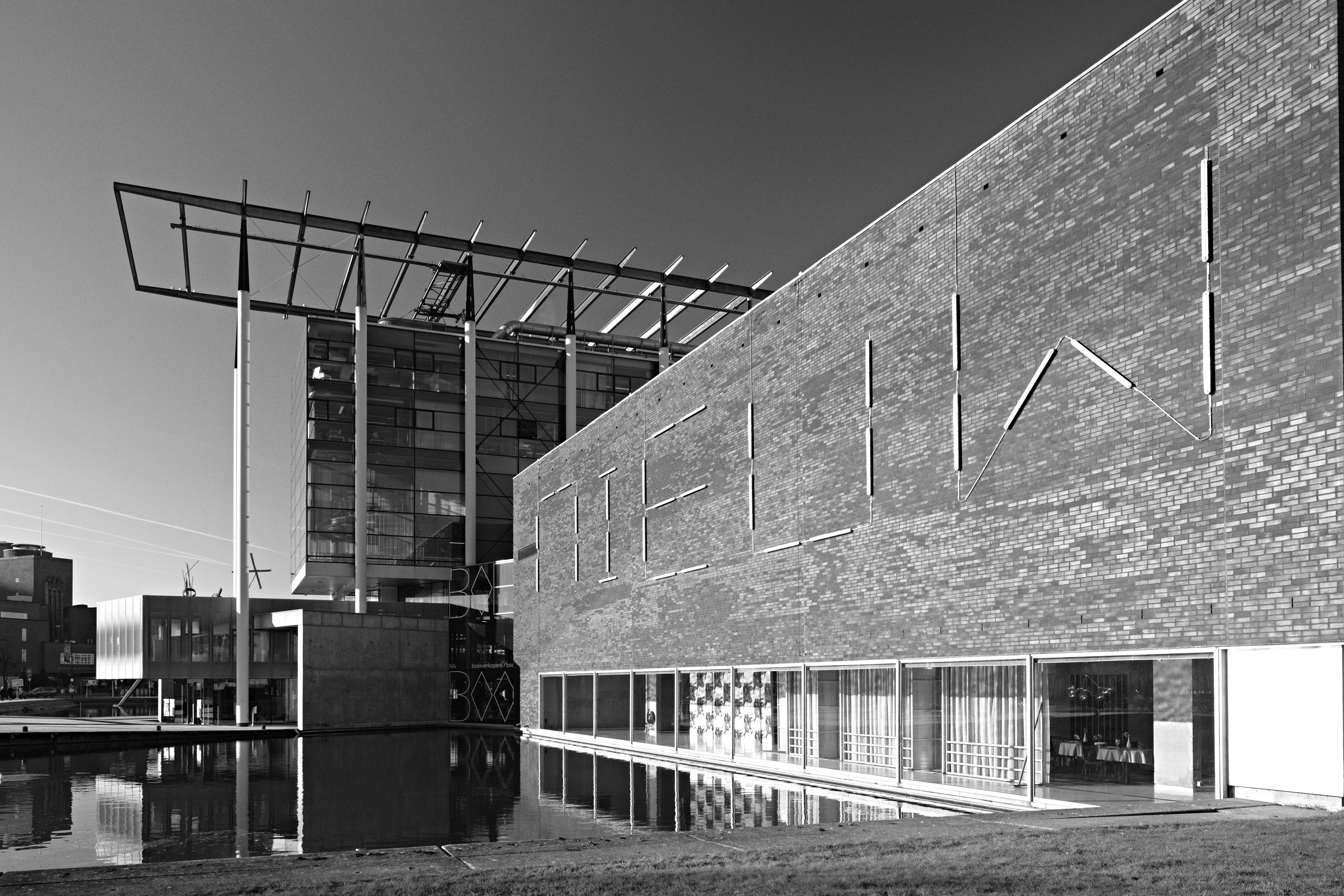
Le musée d'architecture Het Nieuwe Instituut
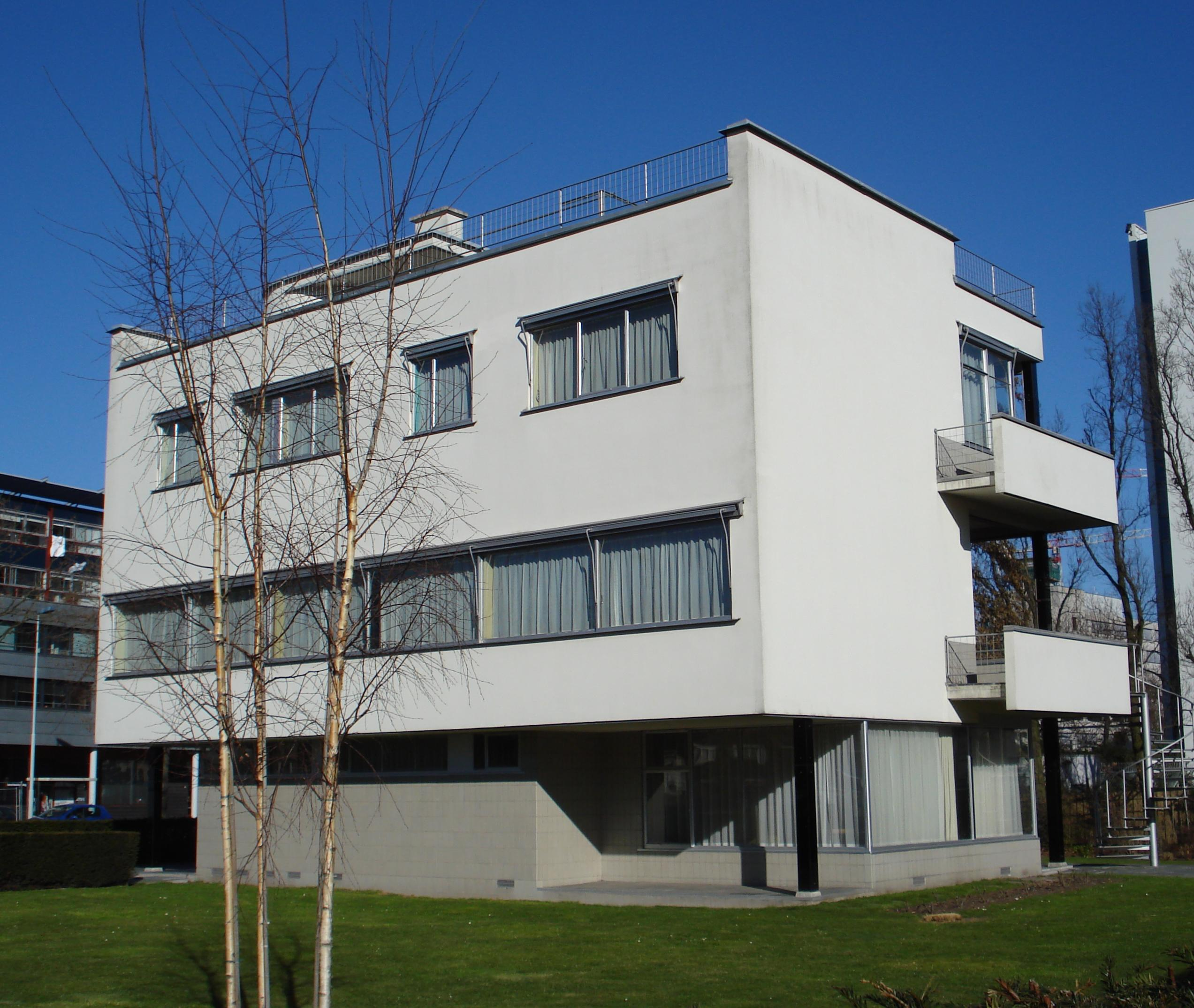
Huis Sonneveld
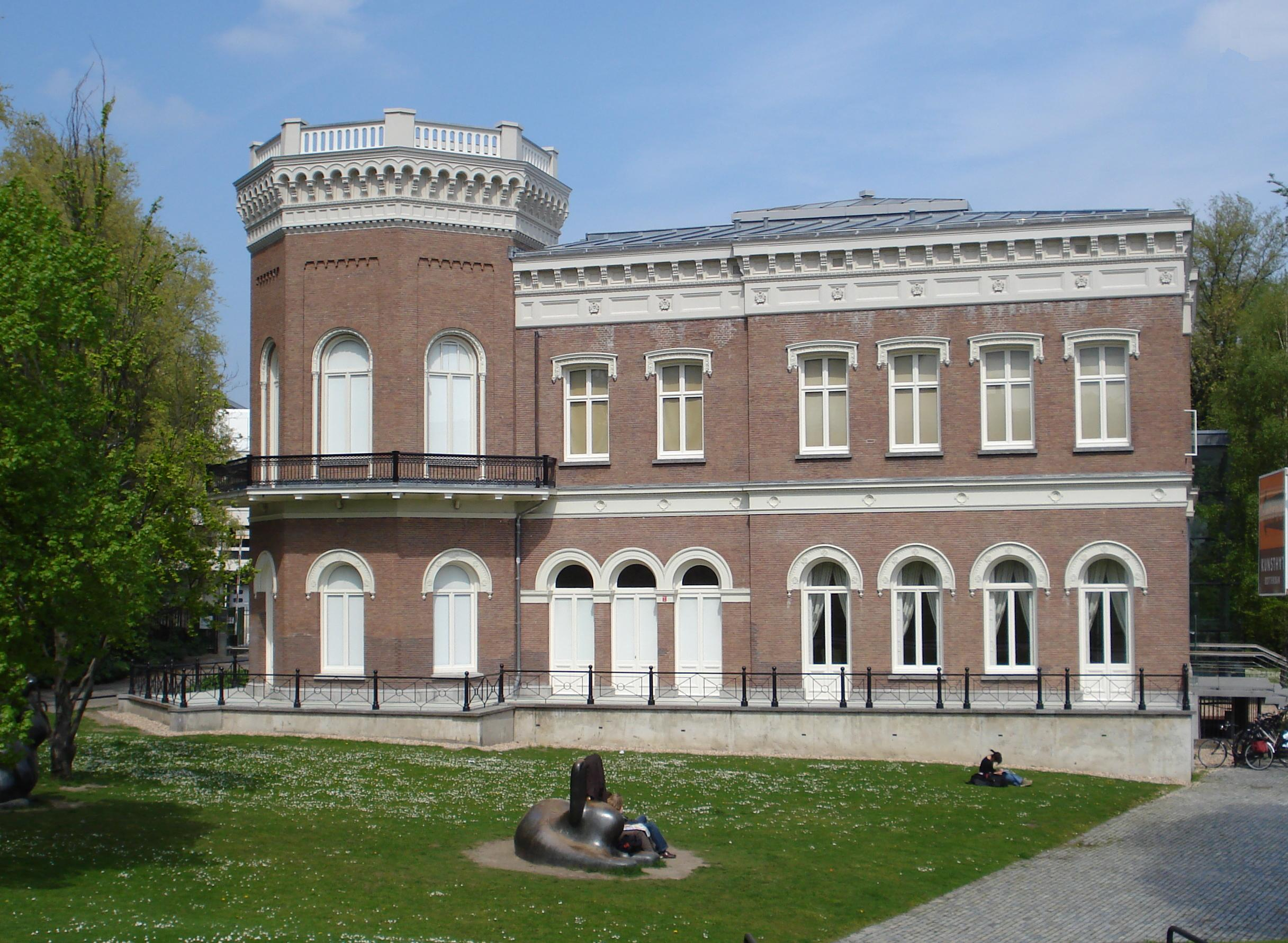
Musée d'histoire naturelle
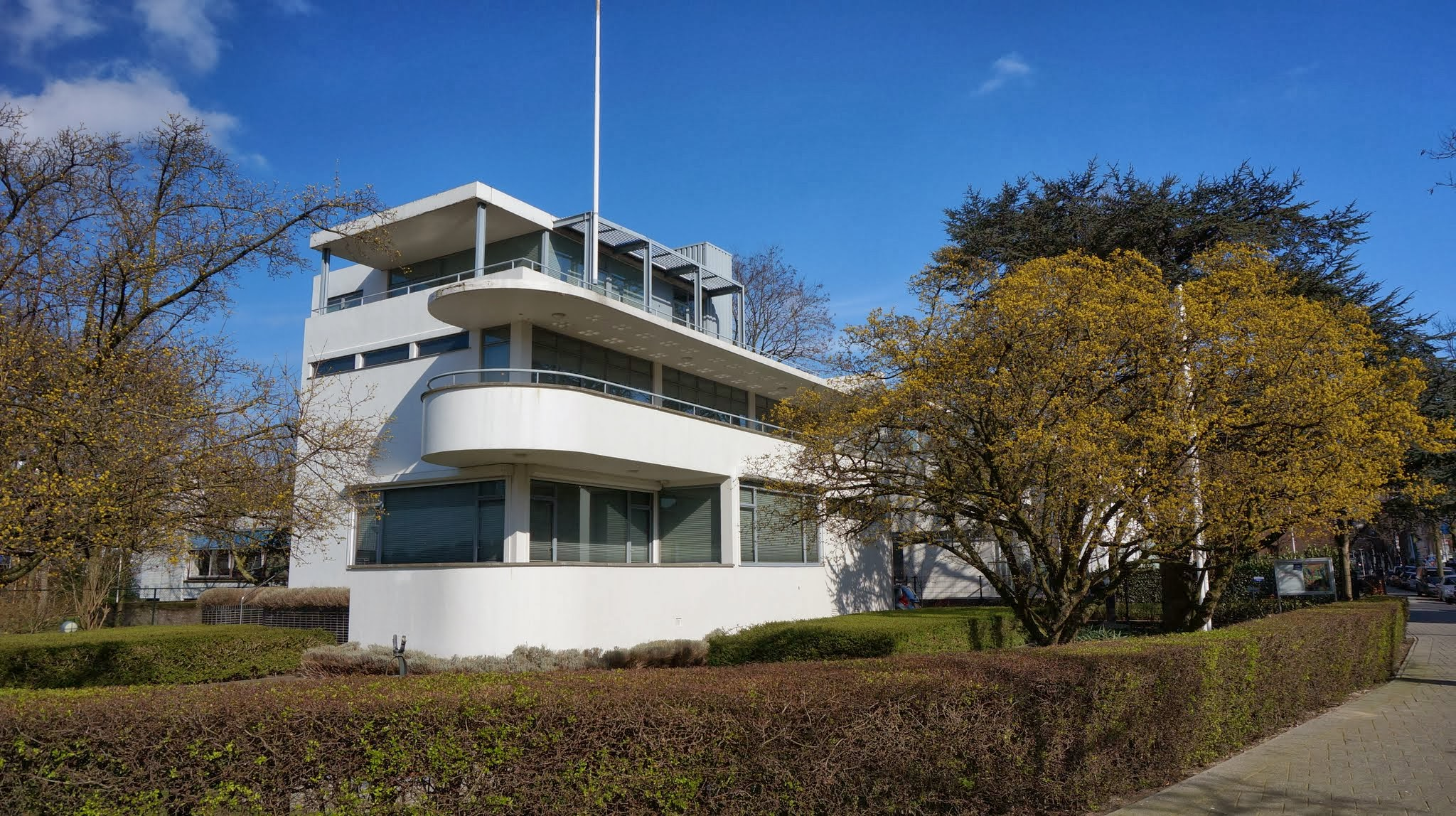
Musée Chabot

Rotterdam compte plusieurs musées liés à son histoire, à son développement urbain et à l'évolution de ses activités maritimes. Enfin elle compte aussi des musées à intérêt scientifique ou éducatif.

### La Schielandhuis
La Schielandshuis ouvert en 1849, est le premier musée de Rotterdam. La collection de Frans Jacob Otto Boijmans y est déposée, jusqu'à la construction, en 1938, d'un musée spécial. La Schielandhuis accueille la collection d'antiques municipale et les archives de la ville. L'Atlas Van Stolk, une collection mêlant gravures anciennes et photos contemporaines y est présentée.

### Le musée de Rotterdam
Le musée de Rotterdam (Museum Rotterdam) est constitué de deux ensembles distincts, présentés sur deux sites :
- le bâtiment principal est situé dans la Timmerhuis, un immeuble contemporain conçu par l'architecte néerlandais Rem Koolhaas, situé derrière l'hôtel de ville ;
- le musée «'40-'45-NU», qui s'intéresse à l'histoire de la Seconde Guerre mondiale, est situé dans le quartier de Coolhaven.

### Le musée maritime
En raison de l'importance historique et économique des activités portuaires, la ville compte plusieurs musées sur le thème du port ainsi que des bateaux ouverts aux visites.
Le plus connu est le musée maritime (Rotterdam Maritiem Museum), fondé en 1873 par le club nautique néerlandais qui a confié en dépôt une collection de maquettes de bateaux, notamment de paquebots de la Holland-Amerika Lijn (HAL). Le musée détient également une collection d'atlas et plusieurs globes terrestres des XVIe et XVIIe siècles. Il a fusionné en 2016 avec l'ancien musée portuaire (Havenmuseum) et expose en plein air des bateaux amarrés dans le port de Leuvehaven, de Haringvliet et dans l'Oude Haven, et des constructions navales.

### Le Wereldmuseum
Le Wereldmuseum, musée ethnographique ouvert en 1885 dans l'ancien Cercle nautique royal, possède une grande collection de tissus ikat indonésiens, de bois sculptés de Nouvelle-Guinée, d'objets de Chine, du Tibet et d'art précolombien. Le musée possède plusieurs Bodhisattvas, notamment une tête de l'époque T'ang.

Musées de Rotterdam
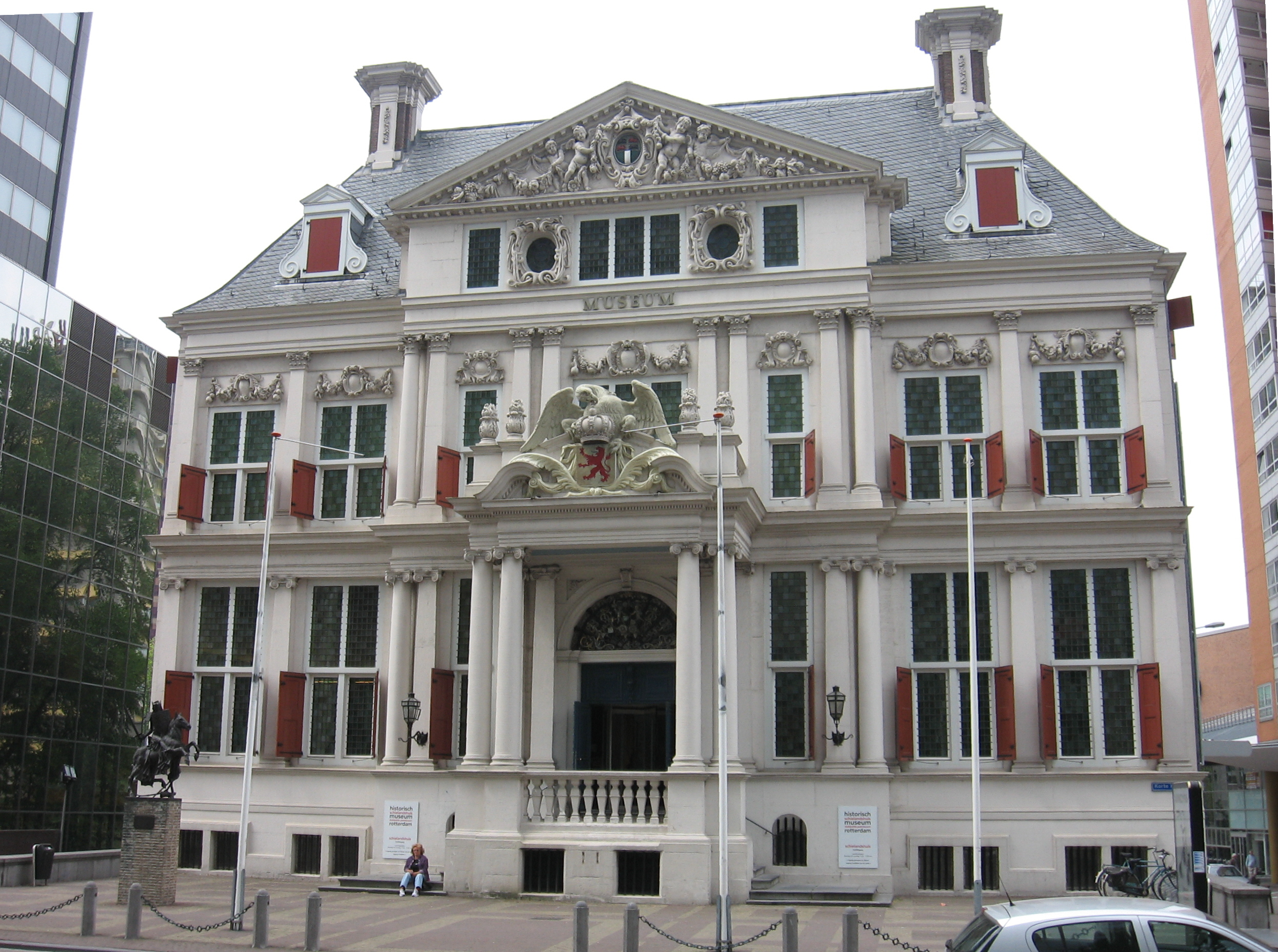
La Schielandhuis
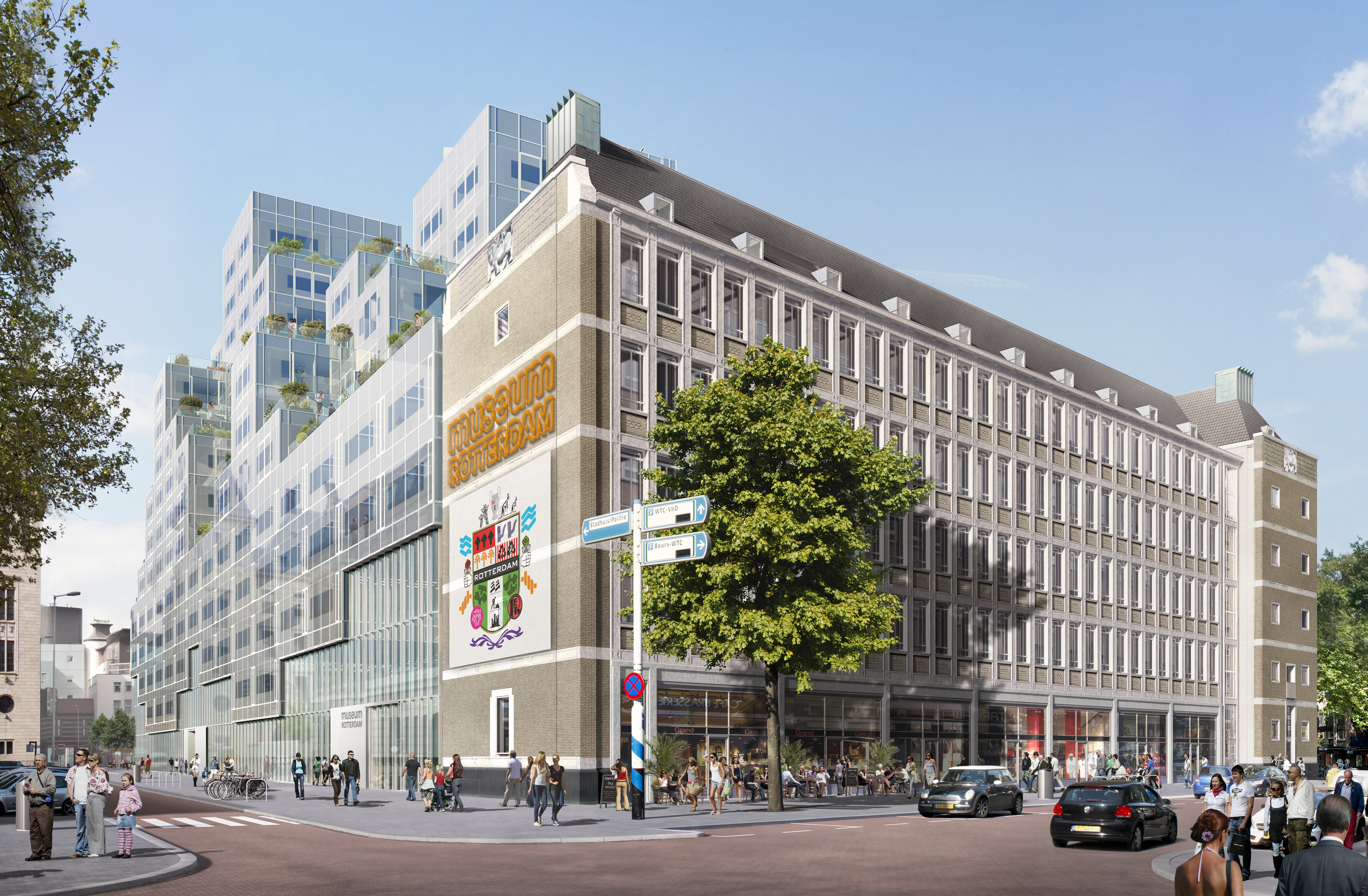
Musée de Rotterdam (Timmerhuis)
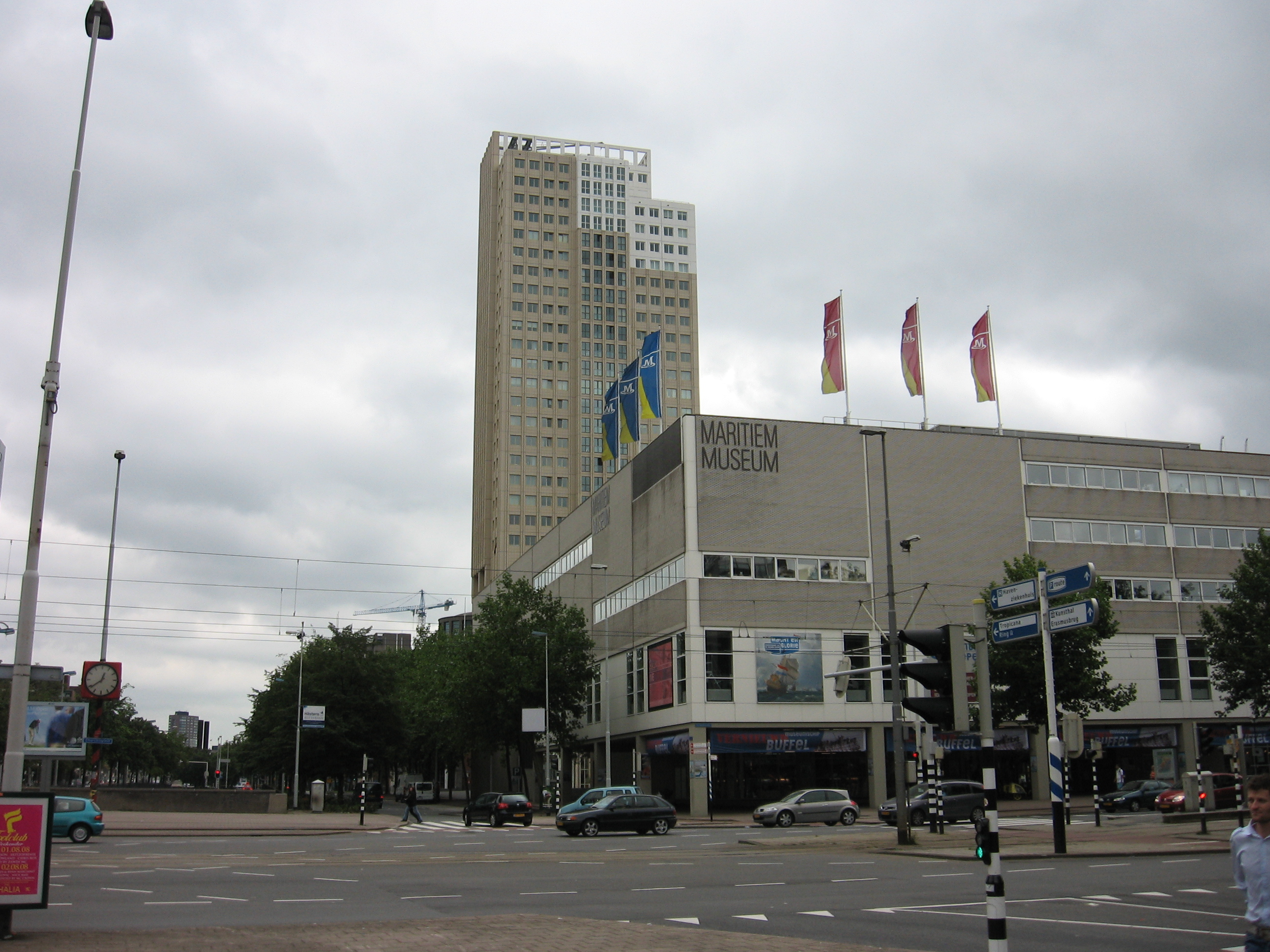
Musée maritime
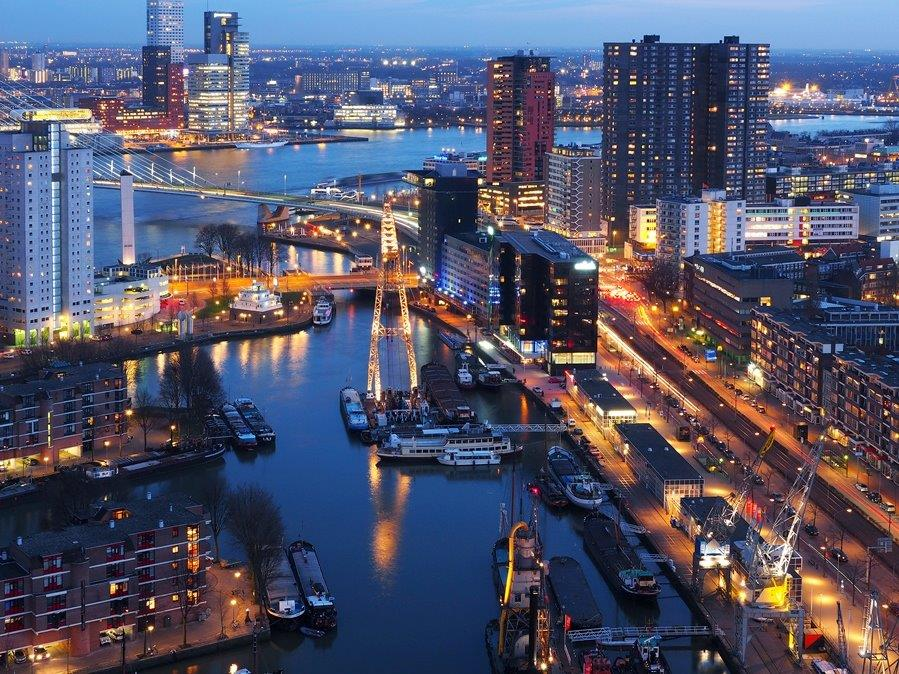
Bateaux du musée maritime en plein air
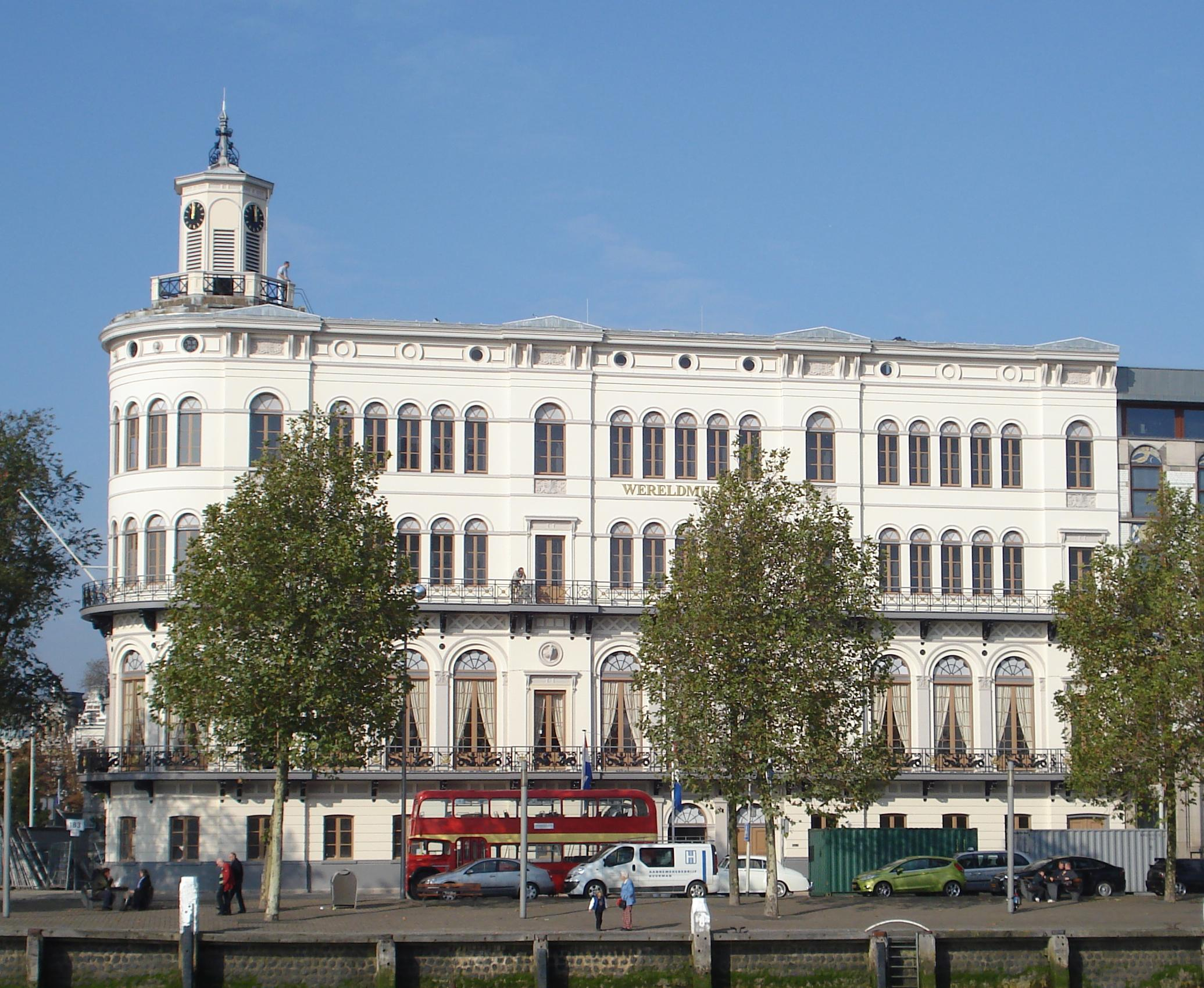
Musée ethnographique Wereldmuseum

### Autres musées
Plusieurs autres musées sont en lien avec la mer et la vie maritime : le chantier naval historique (Rotterdams Welvaren), le musée des fusiliers marins, le FutureLand situé à Maasvlakte, ou encore l'Historische Scheepswerf, dédié au navire De Delft.
La ville dispose également de musées d'art contemporain, notamment le Centre d'art contemporain Witte de With, le Nederlands Fotomuseum, le musée de céramique Pablo Rueda Lara.
Plusieurs musées s'adressent plus particulièrement au jeune public, notamment la Villa Zebra (nl) et le Museum Hillesluis.
D'autres musées sont en lien avec l'histoire de la ville, notamment le Trammuseum Rotterdam (Musée des trams), et le Museum Oud-Overschie, qui s'intéresse à l'histoire du quartier Overschie. Plusieurs musées sont en lien avec la culture et la société, le Radiomuseum (musée de la radio), le Houweling Telecom Museum, le Belasting & Douane Museum (musée des impôts et de la douane), le Stoom Stichting Nederland qui expose des locomotives à vapeur, ou encore le musée de l'équipe de football Feyenoord.
Dans le domaine de l'architecture, quelques maisons d'architectes ouvrent leurs portes aux visiteurs, notamment les maisons cubiques et la Maison-musée du Kiefhoek.
La ville dispose également d'un zoo à Bijdorp et d'un jardin botanique, l'Arboretum Trompenburg.

## L'art dans la ville: monuments et statues
Rotterdam possède de nombreuses statues, historiques et contemporaines. Certaines statues mettent en valeur des personnages emblématiques de l'histoire néerlandaise, tels Érasme (1622), devant l'église Saint-Laurent ou Hugo Grotius, devant l'hôtel de ville. D'autres ont été ajoutées au fil du temps, comme l'une des versions de L'Homme qui marche d'Auguste Rodin ou celle de Pim Fortuyn (2003). Plusieurs statues ou monuments rappelle des éléments de l'histoire de la ville, comme le monument commémorant l'esclavage (Slavernijmonument) dans le quartier portuaire de Delfshaven, celui de Zadkine sur la place 1940 (Plein 1940), qui représente un homme au cœur arraché ou le monument d'Hubert van Lith, Ongebroken verzet (résistance sans relâche), commémorant la résistance de Rotterdam durant la guerre.
Beaucoup de statues de diverses écoles d'art contemporain décorent la ville, notamment les fauteuils de l'artiste rotterdamoise Dora Dolz.

Statues et monuments de Rotterdam
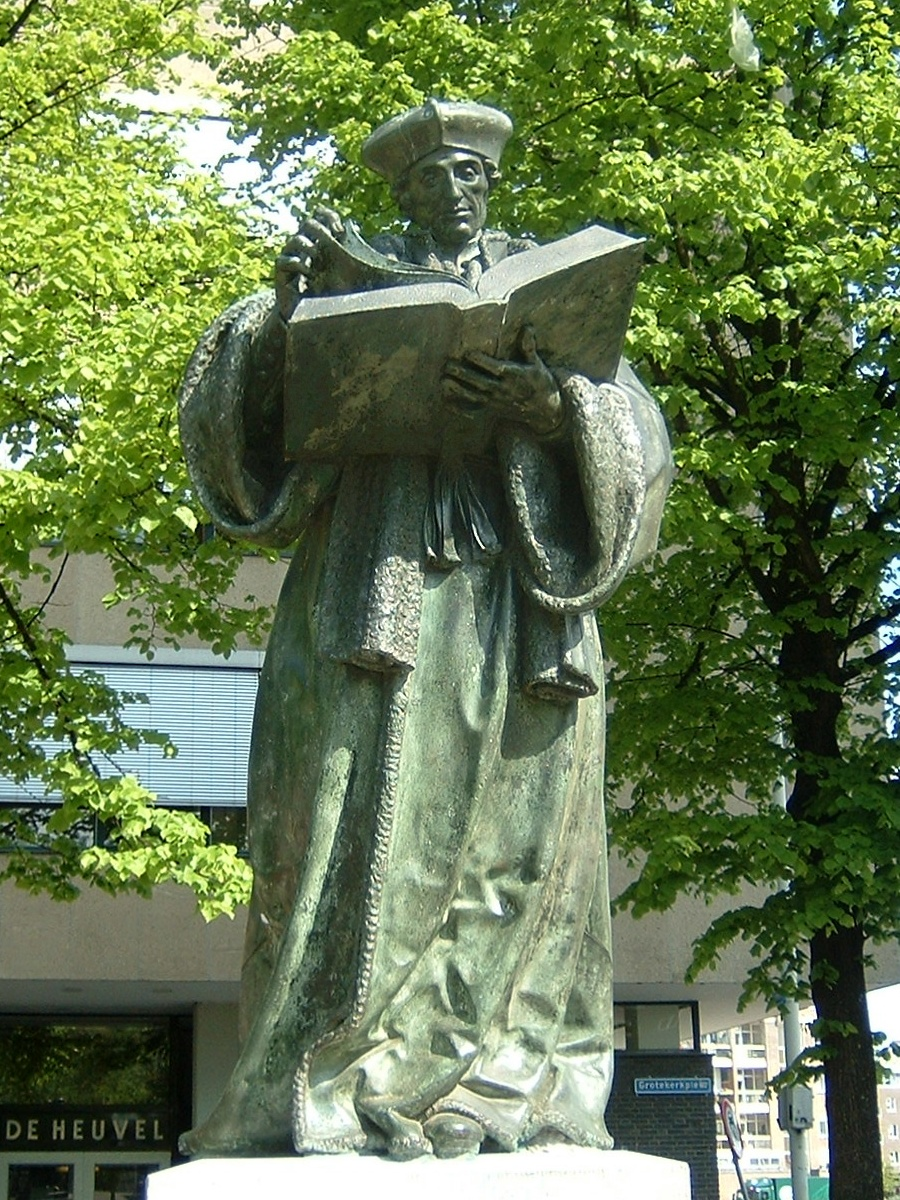
Statue d'Érasme (1622), devant Saint-Laurent
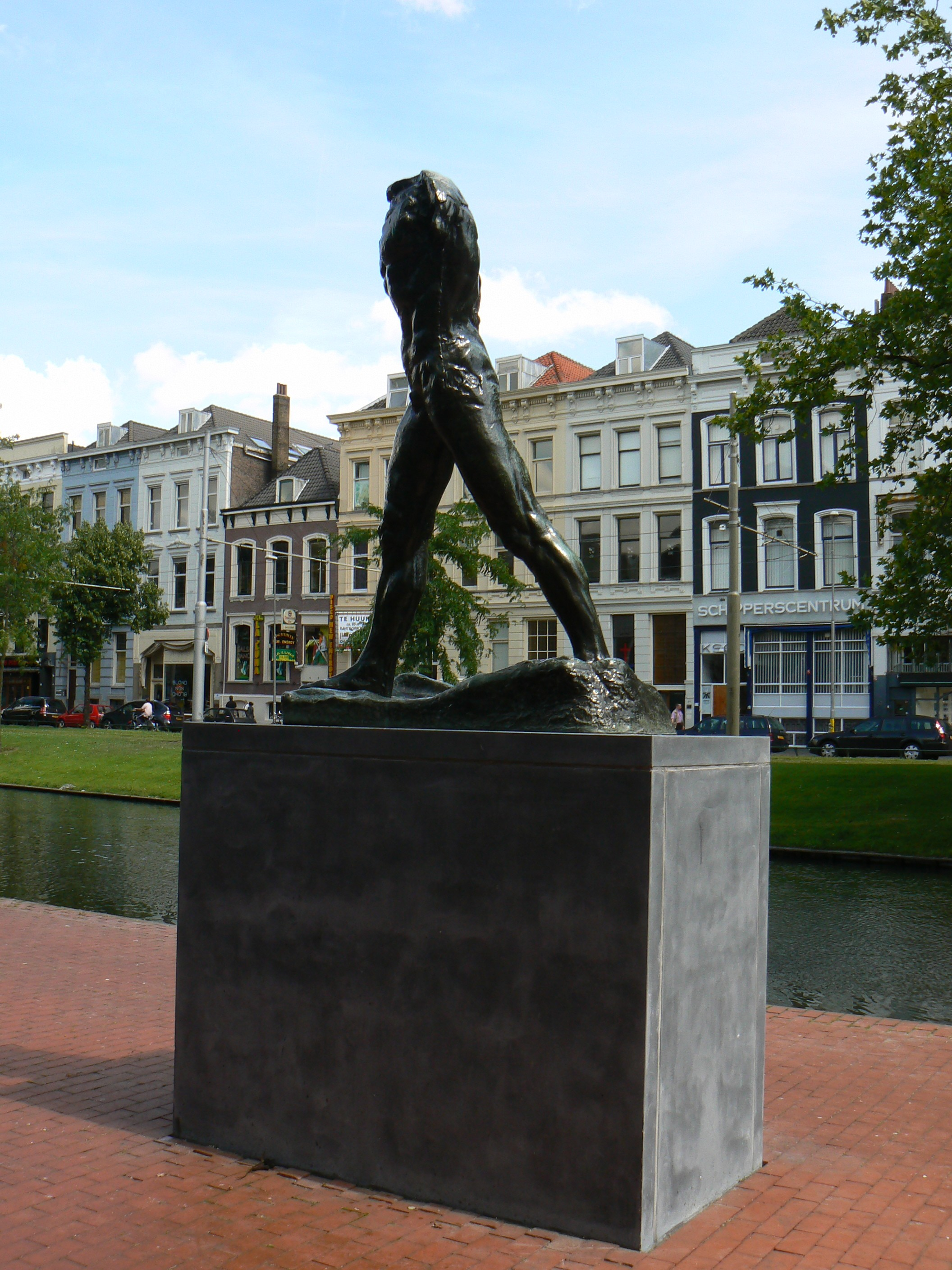
L'Homme qui marche, Westersingel
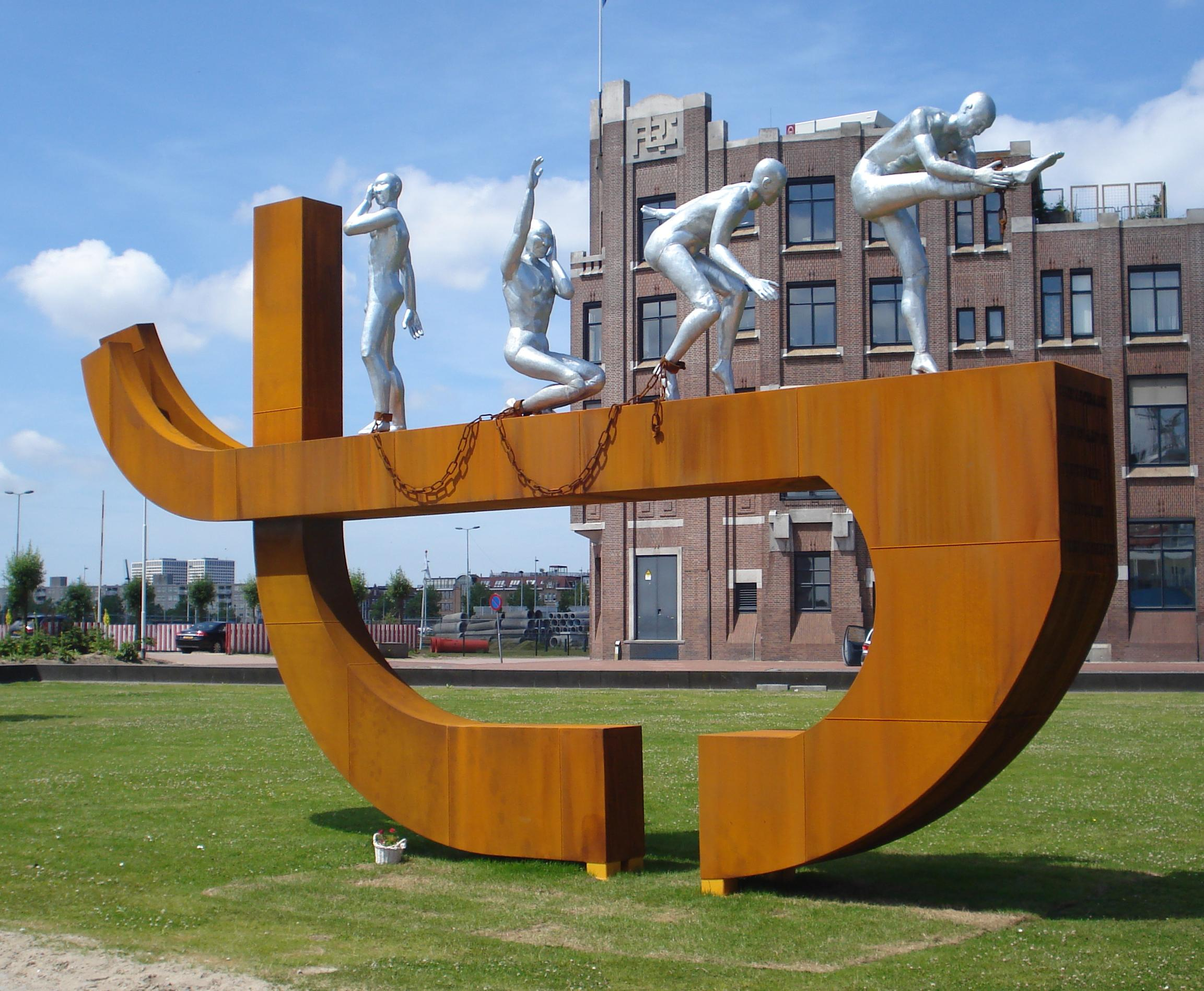
Monument de l'esclavage
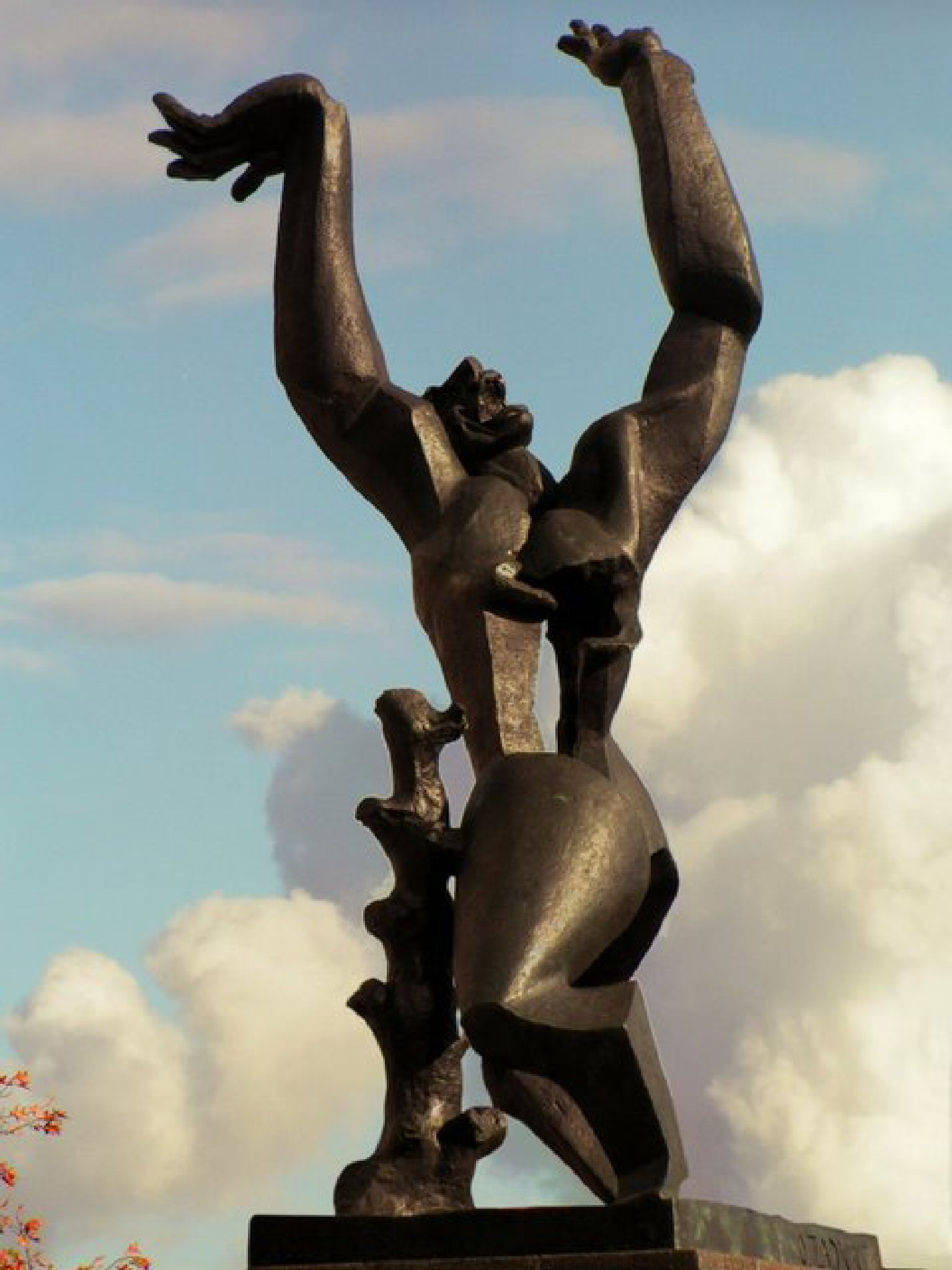
Pour une cité dévastée, Leuvehaven (1953)
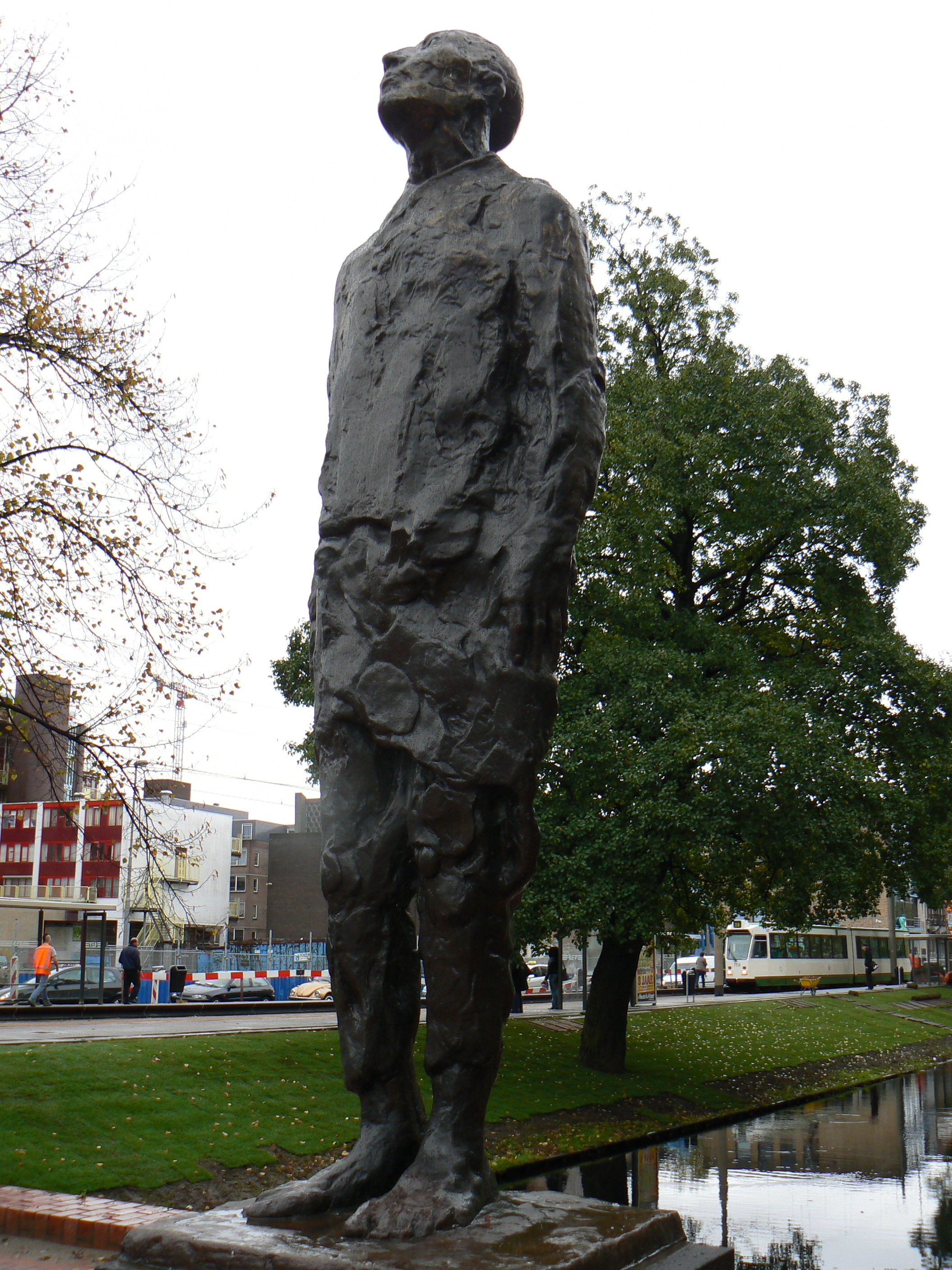
Ongebroken verzet, Westersingel (1965)
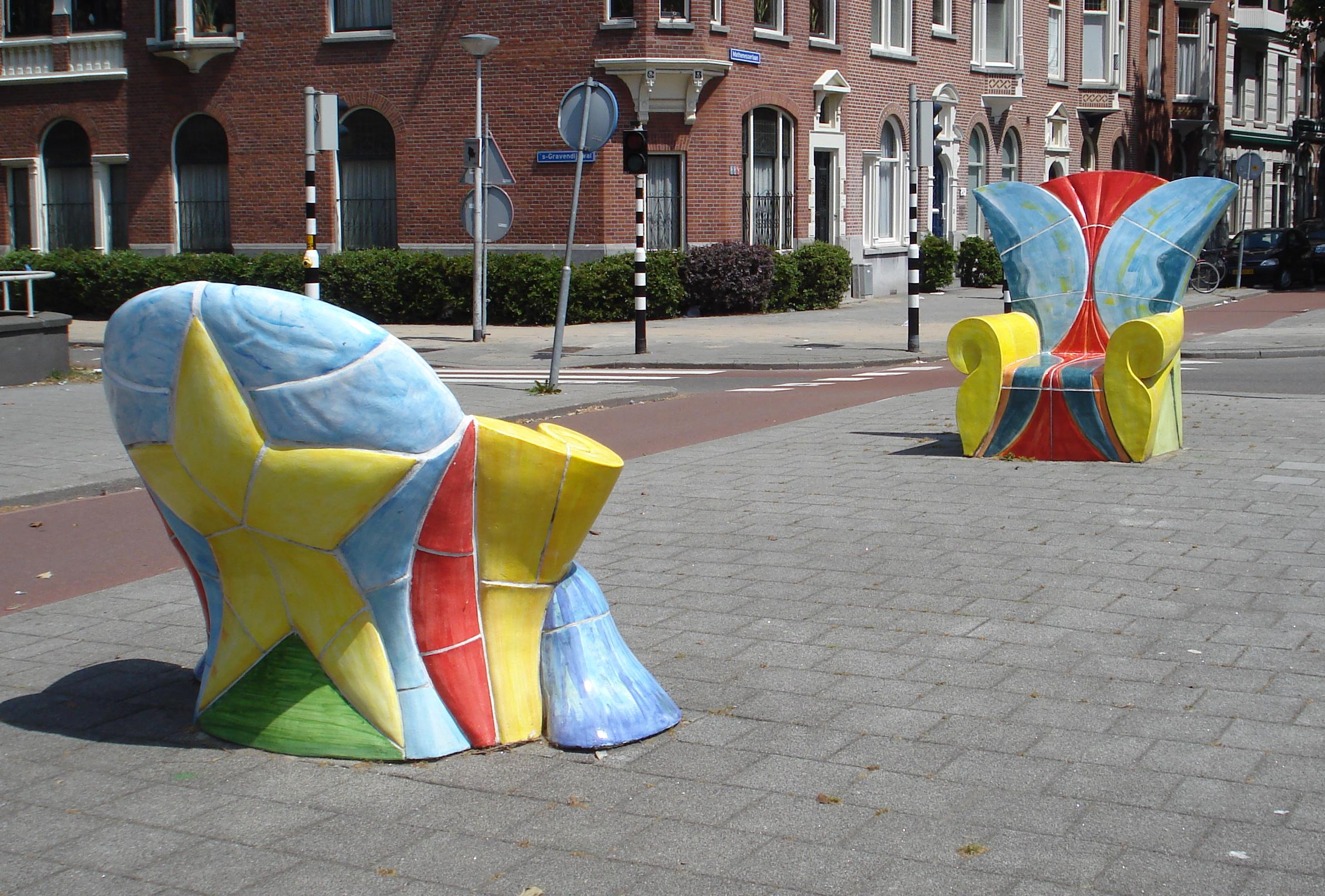
Fauteuils, Dora Dolz

## Théâtres, cinémas et salles de spectacles

### Le Schouwburg
Plusieurs théâtres ont disparu en 1940, dans le bombardement de Rotterdam, notamment le Grand Theatre Pompenburg, ou le Rotterdamse Schouwburg. Celui-ci est reconstruit après la guerre, mais il disparaît lors de travaux d'aménagements routiers. Sur la place Schouwburgplein (place du théâtre, en français), le cinéma Pathé, construit par l'architecte néerlandais Koen van Velsen (en) et un nouveau Schouwburg, construit par l'Amsterdamois Wim Quist (nl) en 1988 forment un ensemble de bâtiments culturels homogène.

### De Doelen
Située en face de lui, sur la même place, De Doelen, salle de concerts et centre de conférences où l'orchestre philharmonique de Rotterdam est en résidence, et qui accueille chaque année le festival international du film de Rotterdam sont les principales salles rotterdamoises.

### Le Nieuwe Luxor Theater
Le Nieuwe Luxor Theater (théâtre Luxor), construit en 2000 par l'architecte australien Peter Wilson, sur la presqu'île Kop van Zuid, au sud de la ville, remplace un ancien bâtiment du même nom.
De nombreux théâtres, salles de spectacles, cinémas, sont également présents dans la ville.

Théâtres et salles de spectacles
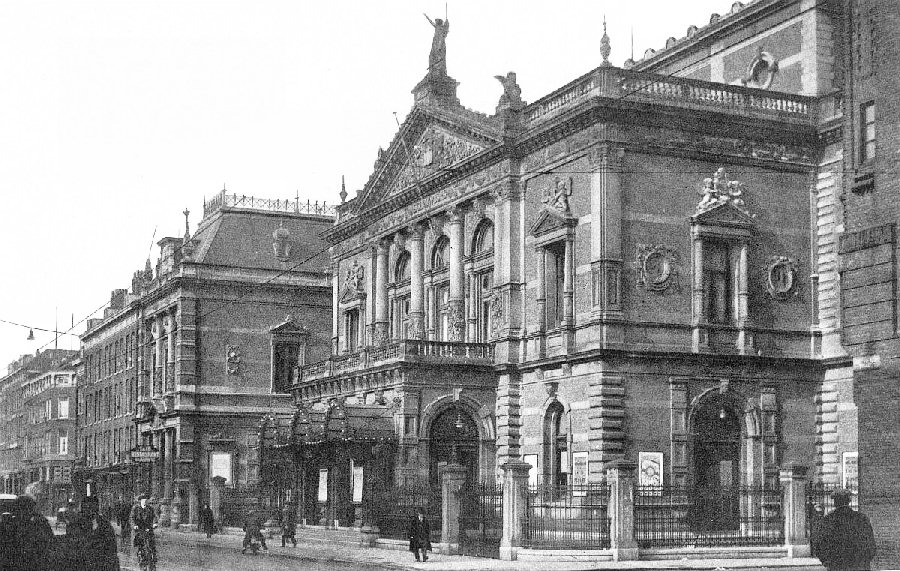
Ancien théâtre Schouwburg (1930)
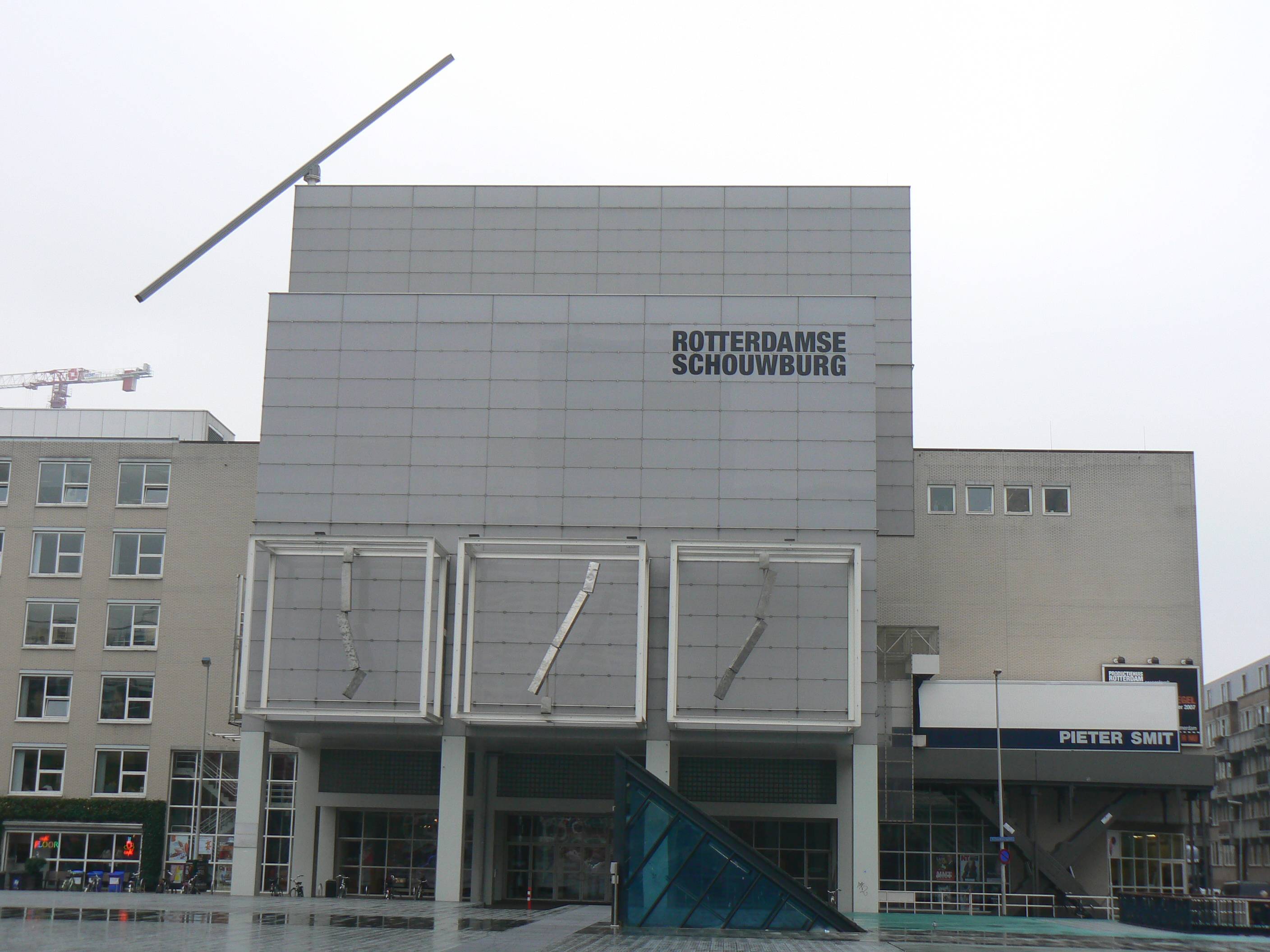
Rotterdamse Schouwburg
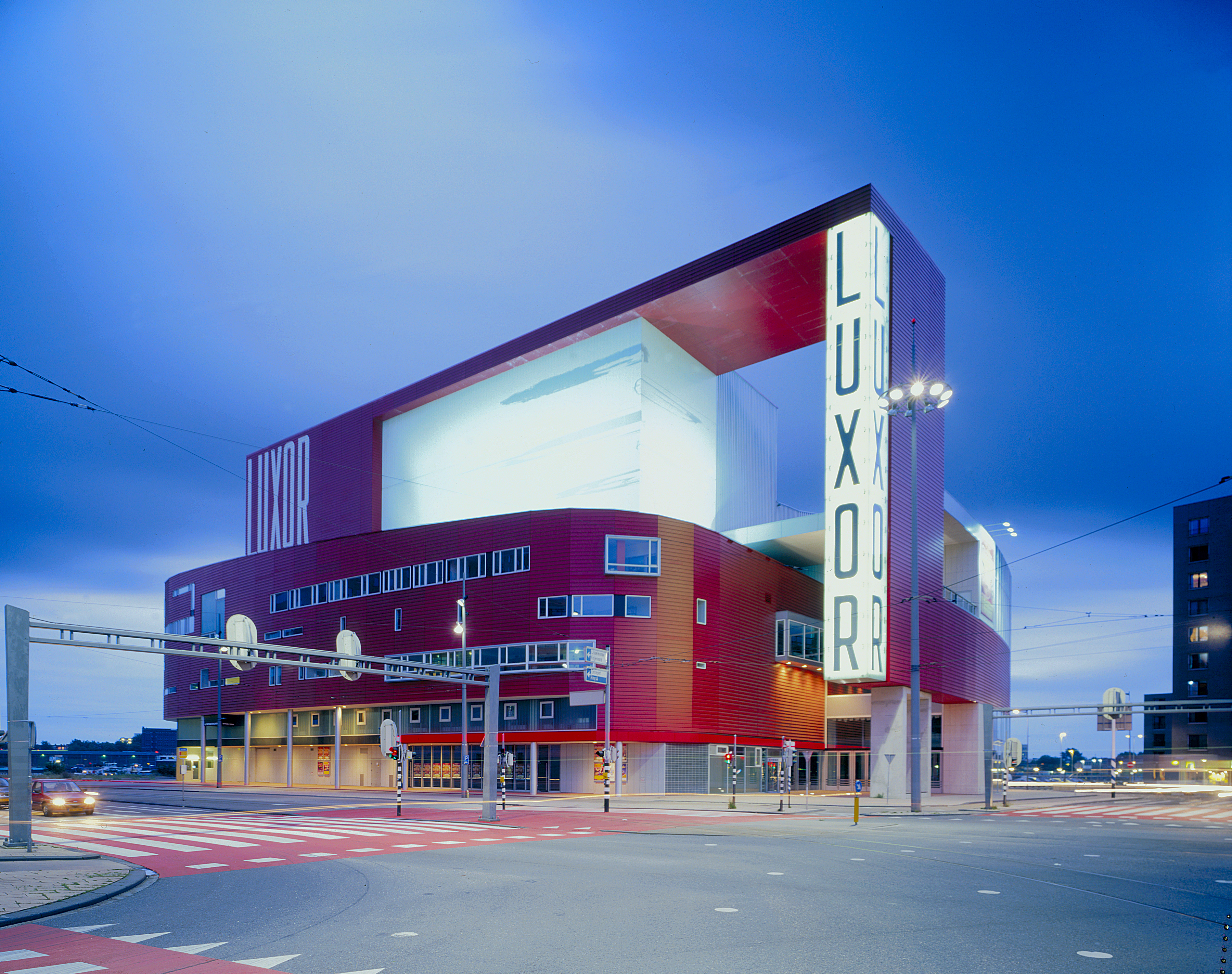
Le théâtre Luxor
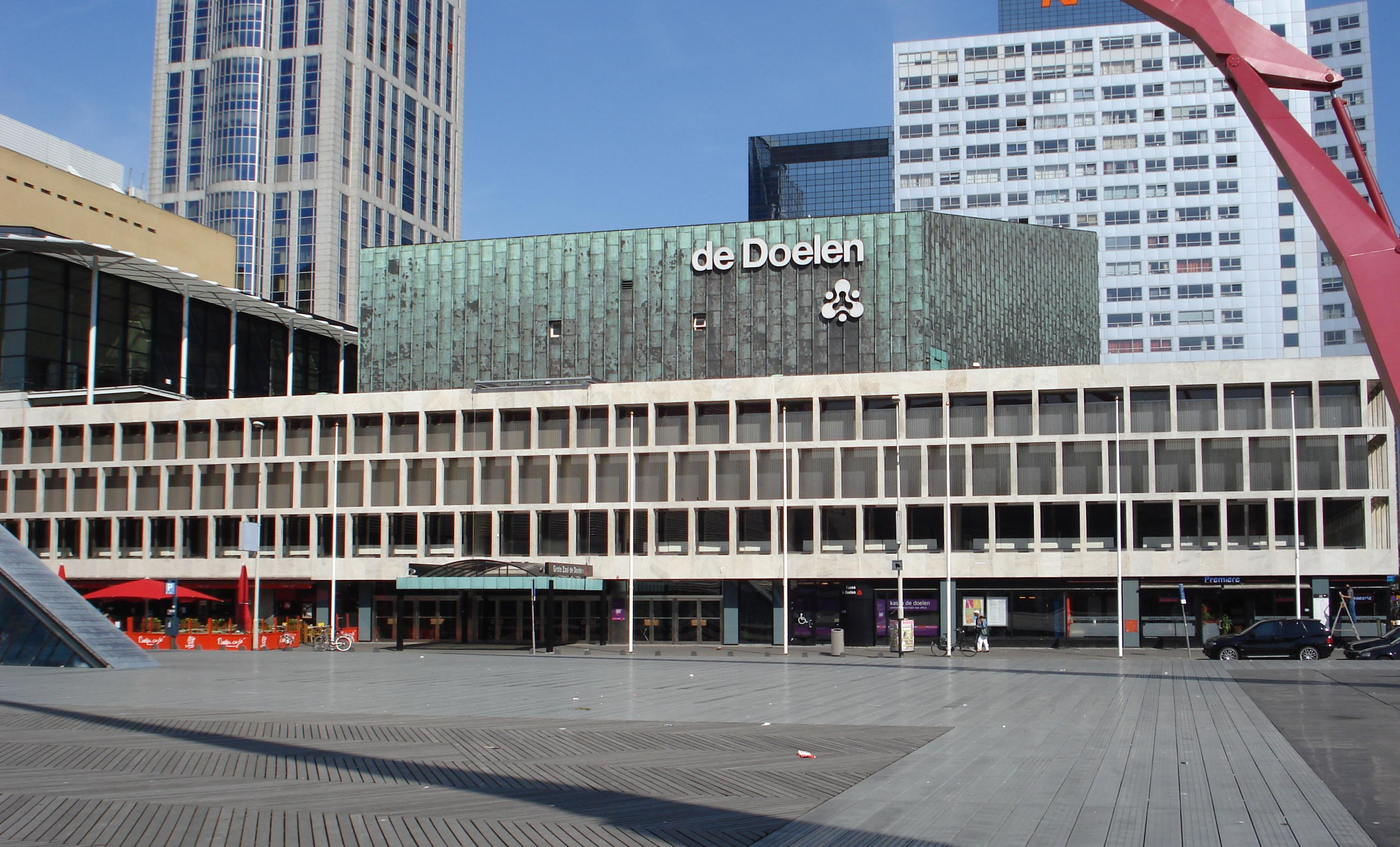
De Doelen

## Festivals
Le Festival international du film, fondé en 1972, se déroule chaque année. Il décerne des prix représentés par des tigres, le plus important est le Tigre d'or.

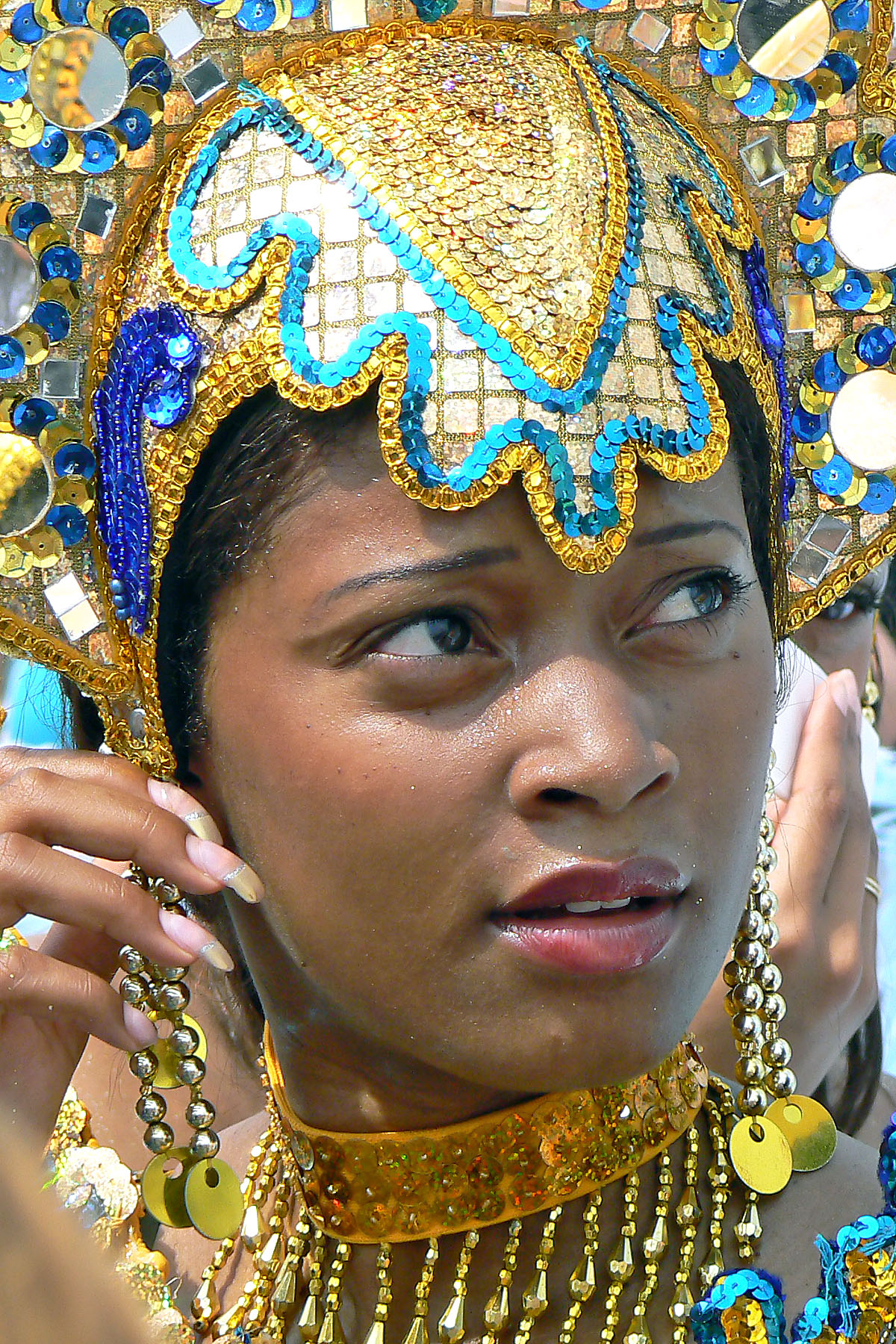
Carnaval de 2006

Le Zomercarnaval, carnaval estival organisé par l'association Rotterdam Unlimited met l'accent sur la diversité culturelle. Il se déroule chaque année durant le dernier week-end de juillet, et s'accompagne de parades urbaines et de diverses manifestations musicales.